# Интимен разговор
„Интимен разговор“ (на английски: Pillow Talk) е американска комедия от 1959 година, заснета от Юнивърсъл Студиос, с участието на Рок Хъдзън.

## Сюжет
Внимание:  Текстът по-долу разкрива сюжета на произведението (или части от него)!
Джейн Мороу (Дорис Дей) е талантлива и самоуверена интериорна дизайнерка в Ню Йорк. Тя живее сама и твърди пред икономката си Алма (Телма Ритър), че е много щастлива. Поради факта, че телефонната компания изпитва затруднения, на нея ѝ се налага да използва съвместна телефонна линия заедно с талантливия и креативен бродуейски композитор и плейбой Брад Алън (Рок Хъдзън).
Между Джейн и Брад, които никога не са се виждали, назрява конфликт заради съвместната им телефонна линия. Брад непрекъснато я използва, за да флиртува с различни млади жени, пеейки им по телефона любовни песни, които уж са написани специално за тях, макар Брад да променя само имената в текста. Двамата спорят разгорещено и Брад предполага, че самотната Джейн ревнува от неговата популярност.
Един от клиентите на Джейн е милионерът Джонатан Форбс (Тони Рандал), който от дълго време я ухажва безрезултатно. Но тя не знае, че Джонатан е стар познайник на Брад от времената в колежа и настоящ негов благодетел на Бродуей.
Най-накрая, една вечер в нощния клуб Брад вижда танцуващата Джейн и е привлечен от нея. Той започва да флиртува, представяйки се за Рекс Стетсън, богат тексаски фермер. Той успява да заинтригува Джейн и двамата започват да се срещат периодично. Джейн не може да устои на предизвикателството да се похвали по телефона на Брад за новия си обожател, а той не спира да я дразни, намеквайки, че Рекс е гей.
Когато Джонатан разбира какво е направил Брад, го принуждава да напусне Ню Йорк и да замине за студиото му в Кънектикът, където да завърши новите си песни. Брад използва случая, за да покани тайно Джейн да отиде с него и тя го прави. Там романтиката изпълва въздуха до момента, в който Джейн не попада на един от нотните листове на Рекс и засвирвайки мелодията на пианото, разпознава песента на Брад. В гнева си, тя се изправя срещу Брад, игнорирайки опитите му за обяснение и си тръгва заедно с Джонатан, който е пристигнал точно навреме, за да ѝ съобщи, че Рекс и Брад са един и същи човек и я отвежда обратно в Ню Йорк.
Брад се връща в Ню Йорк и съобщава на Джонатан, че е влюбен и че с миналото му на плейбой е свършено, но Джейн не иска да има нищо общо с него заради лъжите му. Несмятайки да се предава, Брад търси помощ от Алма, която го съветва да наеме Джейн да декорира новия му апартамент и така тя ще е принудена да си сътрудничи с него. Разбирайки кой е новият ѝ работодател, Джейн изпада в ярост и декорира апартамента в най-яркия, ужасен и отвратителен декор, който тя някога е правила. Ужасен от вида на апартамента си, Брад гневно нахлува в дома на Джейн, сграбчва я и я носи облечена в пижама из улиците на града, като я отвежда в съсипаното си жилище. Там той я пита как се чувства, завърнала се на местопрестъплението. В разочарованието си, той ѝ съобщава за всички промени, които е направил, за да скъса с ергенския си начин на живот и че е възнамерявал да се ожени за нея. От това признание лицето на Джейн засиява, но все още дълбоко афектираният Брад се опитва да напусне апартамента. Тя се втурва към един от монтираните от нея ключове и натискайки го, вратата се заключва. Натискайки следващия, пианото автоматично започва да свири една от любовните песни, написани от Брад. Поразен, той се обръща, очите им се срещат и усмихнати изпадат в гореща прегръдка.
Брад отива да съобщи на Джонатан щастливата вест, че ще става баща. Двамата с Джейн заживяват щастлив живот и се сдобиват с четири деца.

## В ролите
- Рок Хъдзън като Брад Алън
- Дорис Дей като Джейн Мороу
- Тони Рандал като Джонатан Форбс
- Телма Ритър като Алма
- Ник Адамс като Тони Уолтърс
- Джулия Мийди като Мери
- Алън Дженкинс като Хари
- Марсел Далио като мистър Пиеро
- Лий Патрик като мисис Уолтърс
- Мери МакКарти като медицинската сестра Резник
- Алекс Джери като доктор Максуел
- Хейдън Рорк като мистър Конрад
- Валъри Алън като Ейлийн
- Жаклин Беер като Ивет
- Арлин Стюарт като Тилда

## Награди и номинации

### Награди
- Оскар за най-добър оригинален сценарий на Ръсел Раус, Морис Ричлин, Стенли Шапиро и Кларънс Грийн от 1960 година.
- Награда Бамби за най-добра мъжка роля на Рок Хъдзън от 1960 година.
- Трето място за наградата Бамби за най-добра женска роля на Дорис Дей от 1960 година.
- Награда Златен Лоуръл за най-добра комедия от 1960 година.
- Награда Златен Лоуръл за най-добра женска комедийна роля на Дорис Дей от 1960 година.
- Второ място за наградата Златен Лоуръл за най-добра женска второстепенна роля на Телма Ритър от 1960 година.
- Трето място за наградата Златен Лоуръл за най-добра мъжка комедийна роля на Рок Хъдзън от 1960 година.
- Специална награда на Националния филмов регистър на Националния борд за опазване на филмите от 2009 година.
- Награда Фотоплей за най-добър филм от 1959 година.

### Номинации
- Номинация за Оскар за най-добра женска роля на Дорис Дей от 1960 година.
- Номинация за Оскар за най-добра второстепенна женска роля на Телма Ритър от 1960 година.
- Номинация за Оскар за най-добри декори на Ричард Х. Ридъл, Ръсел А. Гусман и Руби Р. Левит от 1960 година.
- Номинация за Оскар за най-добра музика за драматични и комедийни филми на Франк Де Вол от 1960 година.
- Номинация за Златен глобус за най-добра комедия от 1960 година.
- Номинация за Златен глобус за най-добра женска комедийна роля на Дорис Дей от 1960 година.
- Номинация за Златен глобус за най-добра второстепенна мъжка роля на Тони Рандал от 1960 година.
- Номинация за наградата на Гилдията на американските сценаристи за най-добър сценарий за комедия на Ръсел Роус, Морис Ричлин, Стенли Шапиро и Кларънс Грийни от 1960 година.[1]